# 地名
地名即一個地區的名稱。地名的形成，受該地的地理、歷史、民族和語言所影響，是社會發展的產物。地名可被視為一種「活化石」，了解該地區的環境發展和變遷。

## 結構
地名一般可分為通名和專名兩個部分。通名一般為名詞，代表地名的共通性，例如村、山和河；專名則多是形容詞或名詞，代表該地的地理、歷史、物產或其他特徵，例如深水、南和北。一般的中文地名中，專名在前（前綴），通名在後（後綴），不過亦有例外。

## 舉例

### 通名
- 本列收錄漢字文化圈所常見的地名用字。注意部份漢字有其地域性，例如「壢」是客家話中「谷坑」之意、「厝」為閩語、南部吳語「房屋」之意，「町」在日語則指小鎮或都市中某區域。

#### 自然地理
| 地形 | 平原 | 坪（平）、地、堂（棠）、洋（陽）、埔、朗（蓢）、塱（浪）、野、原 |
| 地形 | 盆地 | 谷、盆、窩、肚、塘、湖、壢 |
| 地形 | 丘陵 | 台（臺）、背、崗（岡）、頭、墳（坟、畋、閎）、墩、壟、崙、崁 |
| 地形 | 山峰 | 山、嶺、峰（峯）、頂、嶂、屻（岃）、應、篕、腦（老） |
| 地形 | 山地 | 石、鼓（古）、壁、𡋾（莂）、厓（崖、涯）、托、坡、皮、甲、峽、硤、峴、埡、坳（㘭、凹）、坑、窟、笏（鬱、乙）、穹（拱）、篤（督、叾）、角、尖、咀（嘴）、鼻、尾、腳、頸、坻、麓 |
| 地形 | 岩洞 | 岩（巖）、磡（坎）、洞（峒、垌）、窟窿、穴、堀 |
| 地形 | 水岸 | 濱、堤、岸、畔、浦、堵 |
| 地形 | 植被 | 樹、林、藪、森 |
| 水域 | 溪流 | 水、澗（磵）、源、溪、布、涌（沖）、河、瀝、滘、欖（杬）、濠（蠔）、川、江、溝                                                                                                 |
| 水域 | 湖泊 | 潭、湖、湖、泊、池、水庫、沼澤、淵、埤、塘 |
| 水域 | 海洋 | 海、洋、浪、氹（凼）、水道、海峽、沖 |
| 水域 | 海岸 | 沙、白、泥、口、門、港、澳、灣、環、轉（串）、灘、沙欄、瀾、礁、滬、津 |
| 水域 | 島嶼 | 島、嶼、臺、丫（亞、埡、鴉）汕、汀、其（淇）、渚、埕、䃟、排、洲、半島、群島                                                                                                   |

#### 人文地理
| 聚落和生產     | 莆（甫）、寮（藔）、寨（砦）、欄、乪、房、屋、厝、家、院、樓、城、廈（吓、下）、村、鄉、莊（庄）、埔、果、落、田、輋（畬）、園、井、圳、基、壆、壩、陂、笪（撻）、灶、場、坊、廠、橋、窰（窯）、渡、埠（埗、步）、徑、碑、牌、町、社區、里、社、鎮、市、圍、墾、甲、集、郡、界、稻、米、穗、鹽、埕、布、茶、網、股、罟、店、域、宅、犁、張、份、分、甸、溝、柴、渠、糖、麻、豆、廍 |
| 行政和軍事單位 | 都、司、市、城、汛、約、墟（圩）、衙、府、堡、廳、關、營、營盤、軍營（兵房）、練靶場、墩台、砲台（礮台） |
| 建築           | 大廈、別墅、邨、苑、居、新城、眷村、花園、中心、山莊、半島、海岸、廣場、巷、街、路、道、公路、鐵路、隧道、幹道、走廊、天橋、交匯處、公園、墳場、碼頭、機場、水塘、避風塘、工業區、府、國宅、大樓、邸、門、屋、塔、驛、站、堂、館、宮、園區 |
| 名勝古跡       | 園、第、祠、廟、庵（菴）、宮、寺、觀、館、院、巖、堂、壇、殿、法苑、教堂、神學院 |

### 專名
| 數詞   | 次序         | 大、二、三、四、頭、首、尾、後                                                                           |
| 數詞   | 規模         | 大、小、仔、巨、細、微、半                                                                               |
| 數詞   | 數目         | 頭、雙、孖、三、四、五、六、七、八、九、十、十二、十四、二十、百、千、萬                                 |
| 名詞   | 植物         | 草、樹、木、花、葉、茄冬、松、竹、梅、蘭、荷、蓮、菊、樟、梧桐、藻、桂、榕、杏、桃、蘆、牡丹、楊柳、芙蓉 |
| 名詞   | 動物         | 龍、鳳凰、虎、鹿、馬、麟麟、鳥、牛、魚、貝、蜆、蚌、蠔、螺、獅、羊、雞、鴨、狗、熊、鯤、龜、鶯、燕、雀   |
| 名詞   | 礦物         | 白沙、珍珠、礦、金、銀、玉、鐵、錫、銅、鑽石、碧                                                         |
| 名詞   | 人物         | 中山、臥龍、中正、堅尼地、軒尼詩、秦始皇、觀音、媽祖、鄭成功                                             |
| 名詞   | 姓氏         | 徐、陸、王、吳、李、賴、張、林、陳、黃                                                                   |
| 名詞   | 方位詞       | 東、南、西、北、上、中、下、邊、頂、前、下（「近」的意思）、左、右、後、央、內、外、裡、心               |
| 名詞   | 動物身體部分 | 頭、口、咀、頸、背、腳、尾                                                                               |
| 名詞   | 古文訓示     | 忠孝、仁愛、信義、和平、四維、八德                                                                       |
| 形容詞 | 地理特徵     | 深水、清水、布袋、尖、崎、企嶺、濁水                                                                     |
| 形容詞 | 工具         | 鎖匙、鐵鉗、鈑甑、斧、繩索                                                                               |
| 形容詞 | 年代         | 老、新、舊、古                                                                                           |
| 形容詞 | 氣味         | 咸、涼水、臭                                                                                             |
| 形容詞 | 景象         | 榮、華、盛、昌、麗、秀、宜、興、美、嘉、佳、富、貴、豐、滿、泰、隆、錦                                   |
| 形容詞 | 祝福         | 德、寧、安、定、康、福、吉、祥、和、熙、壽、祿、樂、平、順、喜、歡、怡                                   |
| 形容詞 | 想像         | 摩星、行月                                                                                               |
| 形容詞 | 顏色         | 紅、黃、藍、白、黑、青、紫、赤、翠、碧、蒼、綠                                                           |

## 其他
1. ↑  . 2020-10-11  [2020-10-23]. （原始内容存档于2020-10-26） （英语）.